# Rodica Șerbănescu
Rodica Șerbănescu (n. 6 iulie 1947) este un deputat român în legislatura 1990-1992, ales în județul Bacău pe listele partidului PNL. Rodica Șerbănescu  a fost membru în grupurile parlamentare de prietenie cu Regatul Unit al Marii Britanii și Irlandei de Nord, Regatul Spaniei și Repub;ica Coreea. 